# Goo Goo Dolls
Goo Goo Dolls — американський рок-гурт, утворений в 1985 році в Буффало, Нью-Йорк, вокалістом Джонні Резніком і басистом Роббі Такасом. У творчому доробку гурту 10 альбомів, 28 синглів та відеокліпів.

## Учасники гурту

### Поточний склад
- Джон Резник (John Rzeznik) — вокал, бек-вокал, гітара (1986-по теперішній час)
- Роббі Такас (Robby Takac) — вокал, бек-вокал, бас-гітара, (1986-по теперішній час)
- Майк Малінін (Mike Malinin) — ударні, перкусія (1995-теперішній час)

### Колишні учасники
- Джордж Тутуска (George Tutuska) — ударні, перкусія (1986—1995)

### Музиканти в турах
- Бред Фернквист (Brad Fernquist) — гітара, бек-вокал (2006-по теперішній час)
- Корел Тунадор (Korel Tunador) — клавішні, гітара, саксофон (2006-по теперішній час)

### Колишні музиканти в турах
- Натан Десембер (Nathan December) — гітара (1998—2000)
- Дейв Шульц (Dave Schulz) — клавішні (1998—2000)
- Грег Шуран (Greg Suran) — гітара (2002—2006)
- Джейсон Фриз (Jason Freese) — клавішні, саксофон (2002—2004)
- Пол Гордон (Paul Gordon) — клавішні (2004—2006)

## Дискографія

### Альбоми
- Goo Goo Dolls (1987), Celluloid Records
- Jed, (1989), Metal Blade Records
- Hold Me Up, (1990), Metal Blade Records
- Superstar Car Wash, (1993), Metal Blade Records
- A Boy Named Goo, (1995), Metal Blade Records/Warner Bros. Records
- Dizzy Up The Girl, (1998), Warner Bros. Records
- Gutterflower, (2002), Warner Bros. Records
- Let Love In, (2006), Warner Bros. Records
- Something For The Rest Of Us, (2010), Warner Bros. Records
- Magnetic (2013), Warner Bros. Records

## Сингли
- «There You Are» (1991)
- «I'm Awake Now» (1992)
- «We Are The Normal» (1993)
- «Only One» (1995)
- «Flat Top» (1995)
- «Naked» (1995)
- «Name» (1996)
- «Long Way Down» (1996)
- «Lazy Eye» (1997)
- «Iris» (1998)
- «Slide» (1998)
- «Dizzy» (1998)
- «Black Balloon» (1999)
- «Broadway» (2000)
- «Here Is Gone» (2002)
- «Big Machine» (2002)
- «Sympathy» (2003)
- «Give A Little Bit» (2004)
- «Better Days» (2005)
- «Let Love In» (2006)
- «Stay With You» (2006)
- «Before It's Too Late (Sam and Mikaela's Theme)» (2007)
- «Home» (2010)
- «Rebel Beat» (2013)